# Match Padel
Match Padel Danmark ApS er en dansk padelkæde med 16 afdelinger i Danmark. Virksomheden har hovedkvarter i København med afdelinger i de fire største danske byer. Den blev etableret i 2019 af Therese Dines Christensen og Tobias Dines Christensen. Målt på antal baner, centre og kunder er det landets førende udbyder af padel.